# Łukasz Kowalik
Łukasz Kowalik (ur. 1977) – polski informatyk, profesor nauk ścisłych i przyrodniczych. Specjalizuje się w algorytmach, strukturach danych oraz w teorii grafów. Pracuje w Instytucie Informatyki Wydziału Matematyki, Informatyki i Mechaniki Uniwersytetu Warszawskiego.

## Życiorys
Absolwent II Liceum Ogólnokształcącego im. Stefana Batorego w Warszawie (1996). Licencjat z matematyki (1999) i magisterium z informatyki (2001) obronił na Uniwersytecie Warszawskim, gdzie następnie został zatrudniony. Stopień doktorski uzyskał w 2005 na podstawie pracy pt. Algorytmiczne problemy ścieżkowe w grafach planarnych, przygotowanej pod kierunkiem prof. Krzysztofa Diksa. Staż podoktorski odbył w Instytucie Informatyki im. Maxa Plancka w niemieckim Saarbrücken (2005–2006). Habilitował się na UW w 2011 na podstawie oceny dorobku naukowego i rozprawy pt. Trzy podejścia do rozwiązywania NP-trudnych problemów grafowych. Dziekan Wydziału Matematyki, Informatyki i Mechaniki Uniwersytetu Warszawskiego.
Współautor książki Parameterized algorithms (współautorzy: Marek Cygan, Fiodor W. Fomin, Daniel Loksztanow, Dániel Marx, Marcin Pilipczuk, Michał Pilipczuk, Saket Saurabh, wyd. Springer 2015). Jest redaktorem „Information Processing Letters", a swoje prace publikował w takich czasopismach jak m.in. „SIAM Journal on Discrete Mathematics”, „Journal of Scheduling”, „Algorithmica”, „Journal of Graph Theory” oraz „Theoretical Computer Science”.
Laureat Nagrody im. Witolda Lipskiego (2007). Jego zespół zdobył II (1997) i III miejsce (1998) w Akademickich Mistrzostwach Polski w Programowaniu Zespołowym.